# طارف (اسم)
طارف هو اسم علم مذكر من أصل عربي، ومعناه هو الحديث من المال المستحدث منه غير الموروث.

## وصلات خارجية
- موسوعة السلطان قابوس لأسماء العرب نسخة محفوظة 5 أبريل 2019 على موقع واي باك مشين.